# ملعب إل سوتو
ملعب إل سوتو (Estadio El Soto) هو ملعب في موستوليس، مدريد، إسبانيا. يتم استخدامه حاليًا لمباريات كرة القدم وهو الملعب الرئيسي لـ CD Móstoles URJC ‏. الملعب يستوعب 14,000 متفرج.